# Benissanó
Benissanó (spanisch Benisanó) ist eine spanische Gemeinde der (municipio) der Landesregion Valencia (Communidad de Valencia) in Spanien. Gleichzeitig gehört sie zur Provinz Valencia und zur Comarca Campo de Turia und hat 2.427 Einwohner (Stand: 2024). 

## Geographie
Benissanó liegt etwa 28 Kilometer nordwestlich der Provinzhauptstadt Valencia in einer Höhe von ca. 70 m.

## Bevölkerungsentwicklung
| Jahr      | 1970 | 1981 | 1991 | 2001 | 2011 | 2021 |
| Einwohner | 1347 | 1611 | 1672 | 1815 | 2274 | 2334 |

## Bauwerke
- Burg
- Ortsbefestigung
- Heilige-Drei-Könige-Kirche (Iglesia de Santos Reyes)

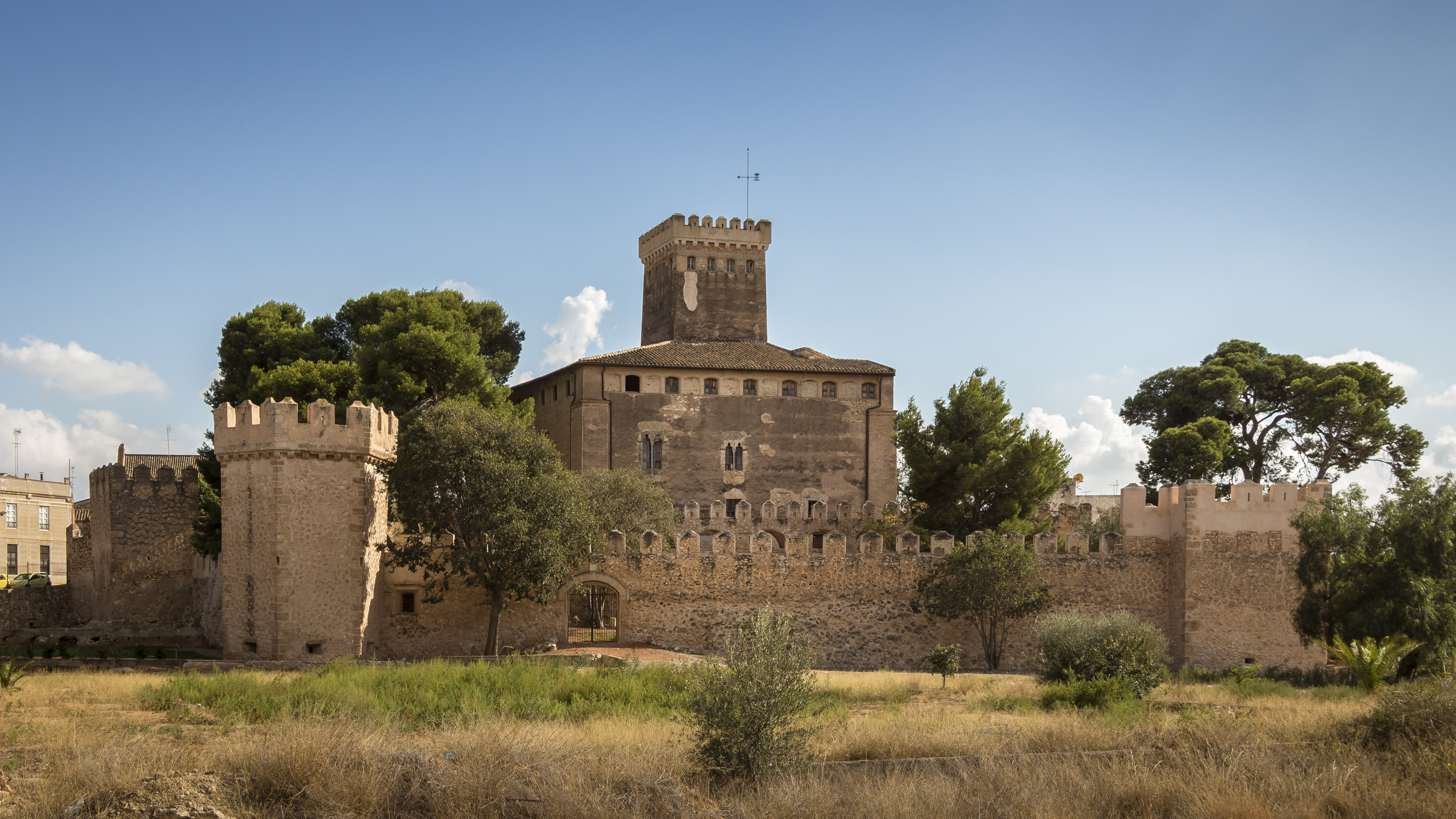
Burg
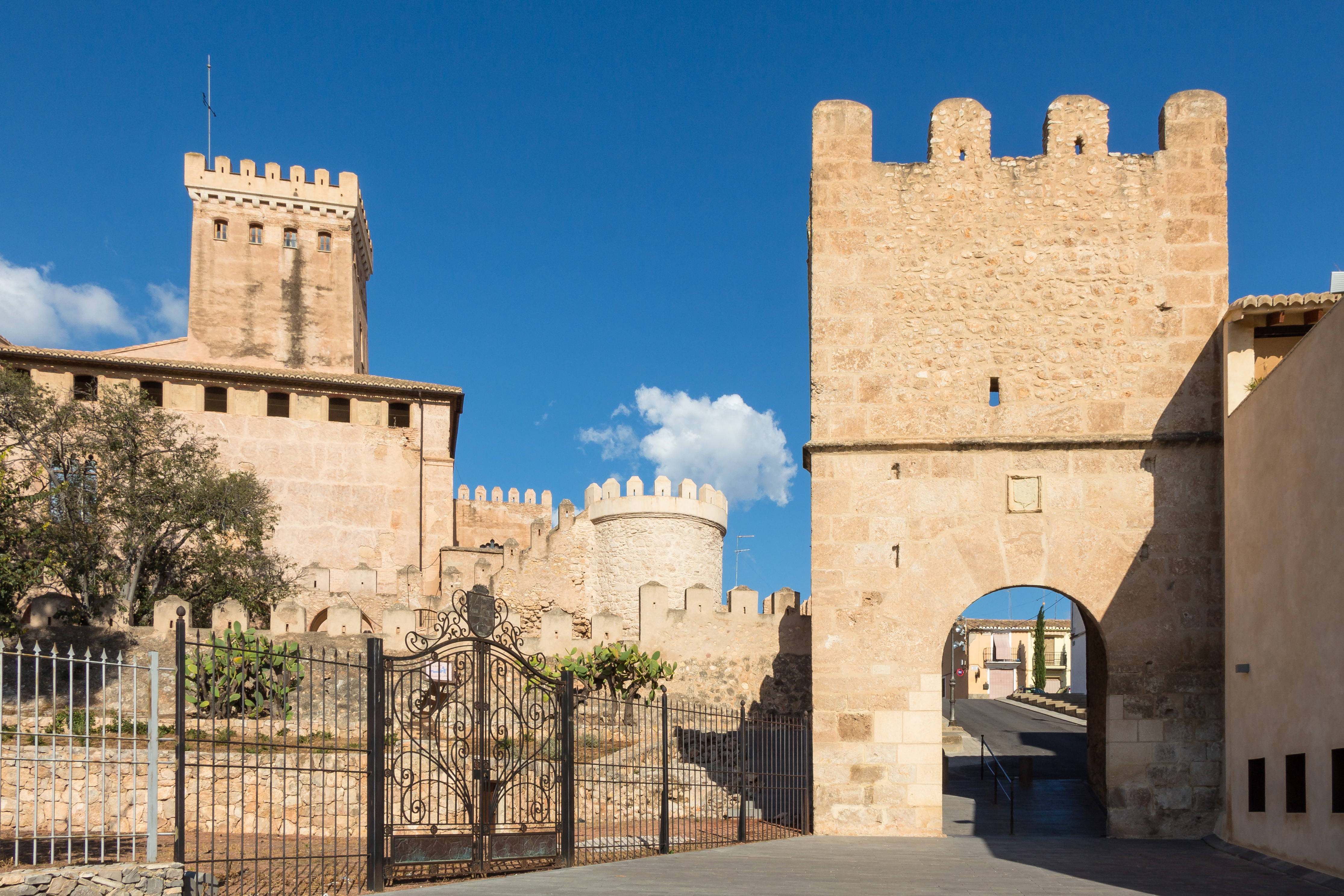
Ortsbefestigung
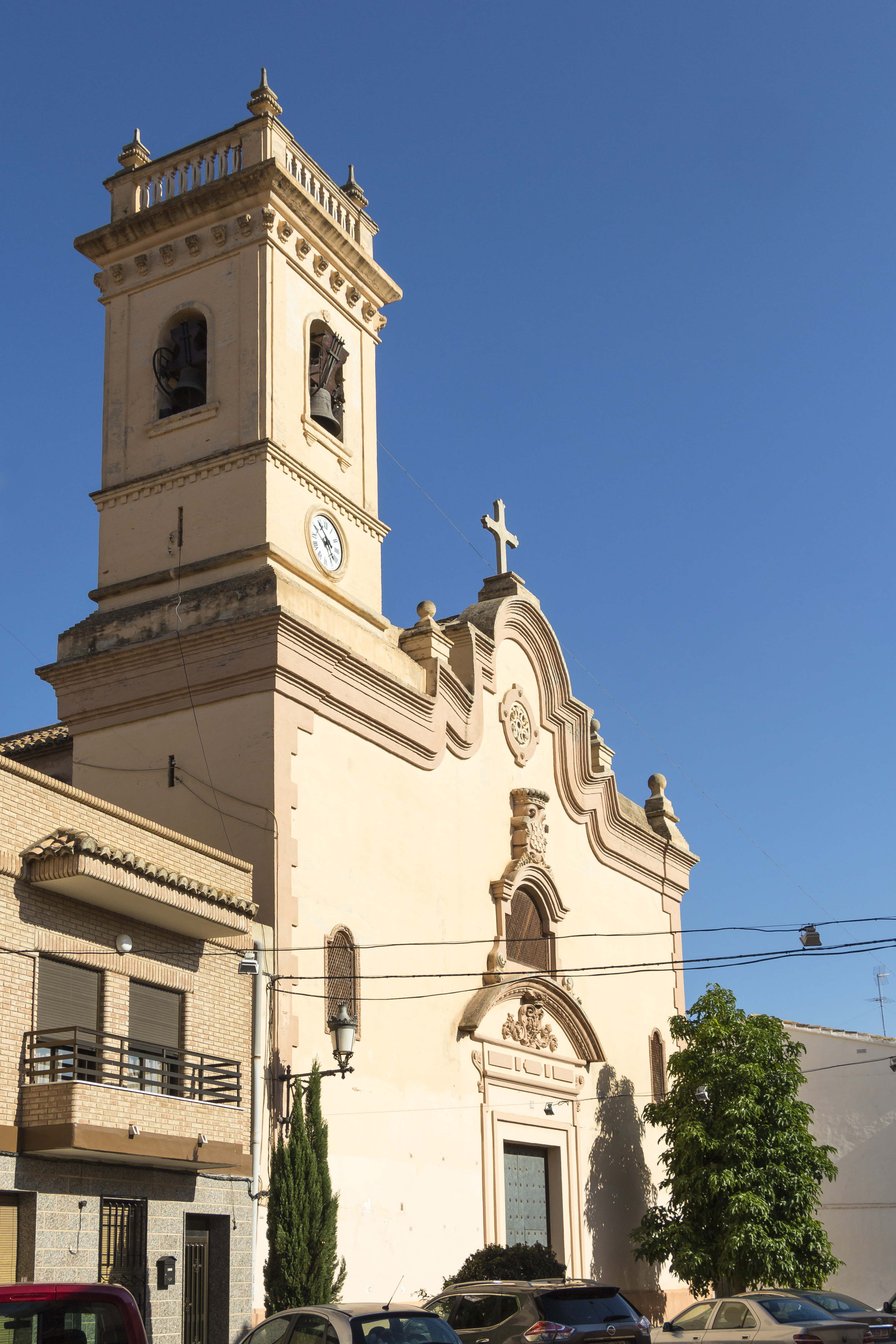
Heilige-Drei-Könige-Kirche